# Dol (bande dessinée)
Pour les articles homonymes, voir Dol.
Dol est une bande dessinée en noir et blanc de Philippe Squarzoni publiée en 2006 par Les requins Marteaux. C'est une critique de la politique de droite en France dans les années 2000. À la fin de l'écriture de cette bande dessinée, la nécessité d'écrire une autre BD sur le réchauffement climatique, Saison brune, s'impose à l'auteur.

## Synopsis
Le titre Dol fait référence à une « arnaque », une « manœuvre frauduleuse ». Pour l'auteur, la communication et la mise en avant à outrance du thème de l'insécurité aboutit à l'arnaque du second tour de la présidentielle française (où Jacques Chirac est réélu à plus de 80 %), puis à la mise en œuvre d'un contrat social défavorable aux Français : 
- réduction des dépenses[Note 1] concernant la protection sociale, la santé, les salaires, le logement, l'emploi...
- réduction parallèle des impôts, en continuité d'une politique menée déjà durant les 15 années précédentes[Note 1].
- augmentation des rémunérations des ministres.
- constatation d'une envolée des rémunérations des grands patrons[Note 1].

De nombreux hommes politiques sont présents dans cette œuvre critique. La politique de droite en France est disséquée à travers les actions de Jean-Pierre Raffarin,, mais aussi Jacques Chirac, Nicolas Sarkozy... La gauche française (Ségolène Royal, Dominique Strauss-Kahn), etc. est également attaquée.
L'écriture s'appuie sur les interview (relayées dans la BD) de journalistes, avocats, économistes, etc. : Raymond Aubrac, Gus Massiah, Martine Bulard, Michel Husson. Le récit revient sur les différentes tendances économiques du siècle (Henry Ford, Keynes, Thatcher, Reagan, ...)

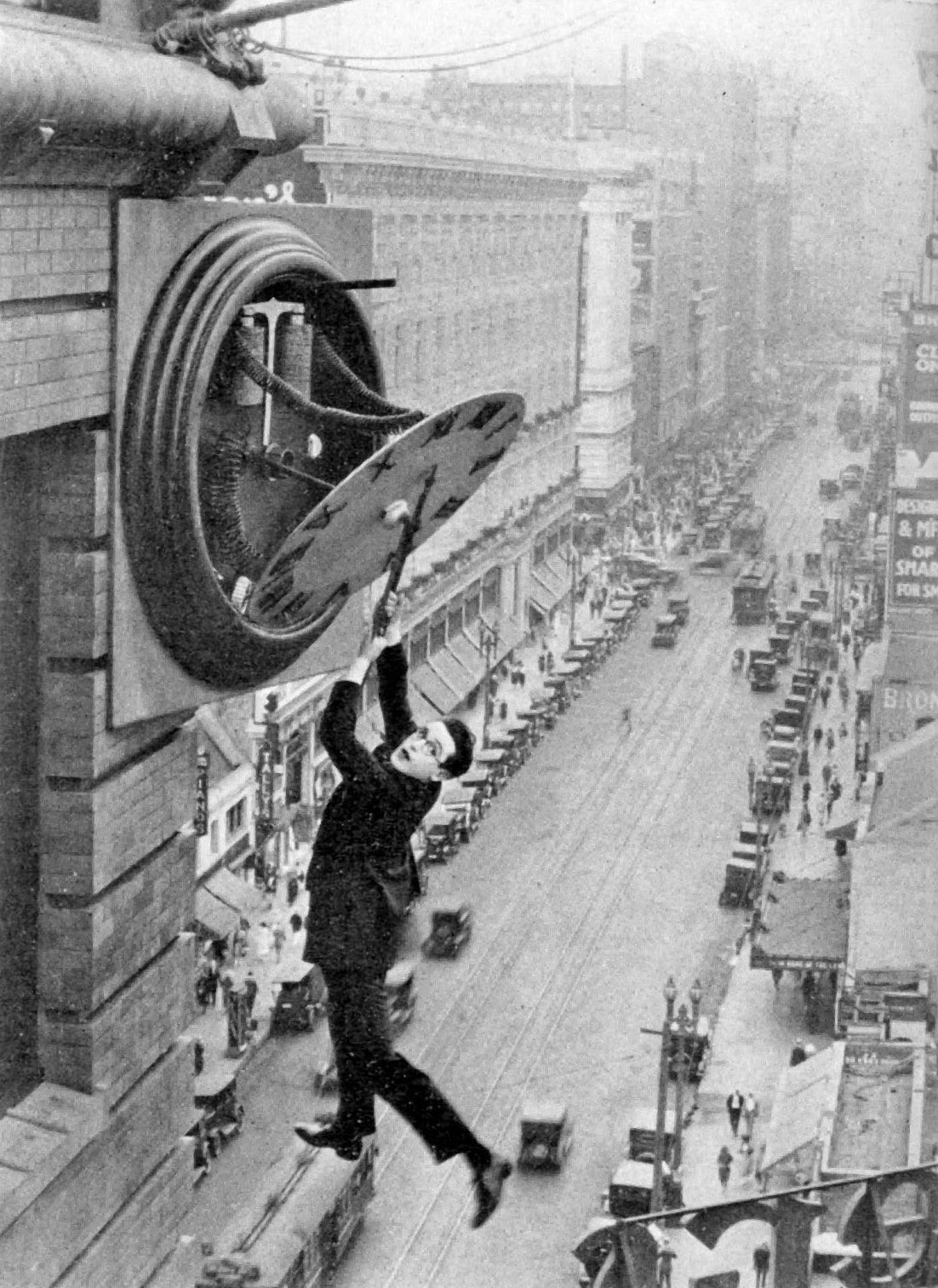
Scène la plus célèbre de Safety last! (1923, titre français : Monte là-dessus) reproduite dans la BD Dol.

Il fait appel à de nombreuses images ou métaphores filées :
- Monsieur Propre[5], le passage d'un aspirateur et la mort (corbillard) pour la diminution des prestations sociales ;
- un ring de boxe[6] pour l'intensité des mesures prises ;
- une ligne pointillée sur une route droite[7] pour la continuité des politiques ;
- des voitures qui tombent du ciel[8] ;
- l'amputation pour les réformes[9].

De nombreuses références cinématographiques, artistiques ou littéraires sont présentes : 
- La Persistance de la mémoire (Les montres molles) de Dali[10] ;
- Star Wars[11] ;
- Monte là-dessus ![10] ;
- Charlie Chaplin[12] ;
- Pinocchio[13] ;
- Superman[13] ;
- Bonne nuit les petits[14] ;
- Picsou[15] ;
- le cheval de Troie[16].